# Amerigo Paolo Cassella
Paolo Amerigo Cassella (...) è un paroliere italiano.

## Biografia
Partecipa al Festival di Sanremo 1974 con Qui, interpretata da Rossella.
Ha collaborato con vari artisti e compositori, come Fiorella Mannoia, Riccardo Cocciante, Dario Baldan Bembo, Totò Savio, Mia Martini, Loretta Goggi, Michele Zarrillo e Viola Valentino, scrivendo per esempio la maggior parte dei testi degli album Il mio prossimo amore (1981) e Pieno d'amore (1982) di Loretta Goggi e Sarabanda (1982) di Michele Zarrillo. Dal 1990 risulta non essere più attivo.
L'anno di punta della sua produzione artistica è il 1981, quando ben 3 canzoni di grande successo partecipano al Festival di Sanremo di quell'anno.

## Canzoni scritte da Amerigo Paolo Cassella
| Anno | Titolo                                                     | Autori del testo                                         | Autori della musica                   | Interpreti         |
| ---- | ---------------------------------------------------------- | -------------------------------------------------------- | ------------------------------------- | ------------------ |
| 1971 | Buonanotte Elisa                                           | Amerigo Paolo Cassella                                   | Loic Marie Cocciante                  | Gianni Morandi     |
| 1972 | Ma quale sentimento                                        | Amerigo Paolo Cassella e Marco Luberti                   | Memmo Foresi                          | Fiorella Mannoia   |
| 1972 | Labirinto                                                  | Amerigo Paolo Cassella e Marco Luberti                   | Memmo Foresi                          | Fiorella Mannoia   |
| 1972 | Volo                                                       | Amerigo Paolo Cassella e Marco Luberti                   | Memmo Foresi                          | Fiorella Mannoia   |
| 1972 | La caduta                                                  | Amerigo Paolo Cassella e Marco Luberti                   | Memmo Foresi                          | Fiorella Mannoia   |
| 1972 | Il filo d'Arianna                                          | Amerigo Paolo Cassella e Marco Luberti                   | Memmo Foresi                          | Fiorella Mannoia   |
| 1972 | Libertà                                                    | Amerigo Paolo Cassella e Marco Luberti                   | Memmo Foresi                          | Fiorella Mannoia   |
| 1972 | Non è vero                                                 | Amerigo Paolo Cassella e Marco Luberti                   | Memmo Foresi                          | Fiorella Mannoia   |
| 1972 | It's over                                                  | Amerigo Paolo Cassella e Paolo Dossena                   | Loic Marie Cocciante                  | Jordan             |
| 1972 | Poesia                                                     | Amerigo Paolo Cassella                                   | Riccardo Cocciante e Marco Luberti    | Patty Pravo        |
| 1973 | Poesia                                                     | Amerigo Paolo Cassella e Marco Luberti                   | Riccardo Cocciante                    | Riccardo Cocciante |
| 1972 | Ninna nanna                                                | Amerigo Paolo Cassella                                   | Memmo Foresi e Marco Luberti          | Fiorella Mannoia   |
| 1974 | Qui                                                        | Amerigo Paolo Cassella e Marco Luberti                   | Riccardo Cocciante                    | Rossella           |
| 1974 | Bella senz'anima                                           | Amerigo Paolo Cassella                                   | Riccardo Cocciante                    | Riccardo Cocciante |
| 1974 | Quando finisce un amore                                    | Amerigo Paolo Cassella                                   | Riccardo Cocciante                    | Riccardo Cocciante |
| 1976 | Che vuoi che sia...se t'ho aspettato tanto                 | Amerigo Paolo Cassella                                   | Dario Baldan Bembo                    | Mia Martini        |
| 1976 | Ai miei figli che dirò (cover di Knockin on Heaven's door) | Amerigo Paolo Cassella                                   | Bob Dylan                             | Adriano Pappalardo |
| 1976 | In Paradiso                                                | Amerigo Paolo Cassella                                   | Memmo Foresi                          | Mia Martini        |
| 1976 | Noi due                                                    | Amerigo Paolo Cassella                                   | Memmo Foresi                          | Mia Martini        |
| 1976 | Fiore di melograno                                         | Amerigo Paolo Cassella                                   | Memmo Foresi                          | Mia Martini        |
| 1976 | Una come lei                                               | Amerigo Paolo Cassella                                   | Memmo Foresi                          | Mia Martini        |
| 1976 | Ma sono solo giorni                                        | Amerigo Paolo Cassella                                   | Amedeo Minghi                         | Mia Martini        |
| 1979 | Pagliaccio Azzurro                                         | Amerigo Paolo Cassella                                   | Bob Seger                             | Anna Oxa           |
| 1979 | Labbra                                                     | Amerigo Paolo Cassella                                   | Giancarlo Acquisti                    | Ilona Staller      |
| 1979 | Tango diverso                                              | Amerigo Paolo Cassella                                   | Totò Savio                            | Tamara             |
| 1979 | Indietro no                                                | Amerigo Paolo Cassella                                   | Totò Savio e Michele Zarrillo         | Michele Zarrillo   |
| 1979 | Dispari                                                    | Amerigo Paolo Cassella                                   | Totò Savio                            | Loretta Goggi      |
| 1980 | Peline Story (col primo titolo di Valentina)               | Amerigo Paolo Cassella                                   | Vito Tommaso                          | Georgia Lepore     |
| 1980 | Ciao Lassie                                                | Amerigo Paolo Cassella                                   | Gianni Wright                         | Georgia Lepore     |
| 1980 | Ricetta di donna                                           | Amerigo Paolo Cassella, Sergio Bardotti e Ornella Vanoni | Totò Savio e Michele Zarrillo         | Ornella Vanoni     |
| 1980 | Più forte                                                  | Amerigo Paolo Cassella                                   | Totò Savio e Michele Zarrillo         | Michele Zarrillo   |
| 1981 | Tu cosa fai stasera?                                       | Amerigo Paolo Cassella                                   | Dario Baldan Bembo                    | Dario Baldan Bembo |
| 1981 | Sarabanda                                                  | Amerigo Paolo Cassella                                   | Totò Savio e Michele Zarrillo         | Michele Zarrillo   |
| 1981 | Su quel pianeta libero                                     | Amerigo Paolo Cassella                                   | Totò Savio e Michele Zarrillo         | Michele Zarrillo   |
| 1981 | Non è finita                                               | Amerigo Paolo Cassella                                   | Totò Savio e Michele Zarrillo         | Michele Zarrillo   |
| 1981 | Dormi                                                      | Amerigo Paolo Cassella                                   | Totò Savio e Michele Zarrillo         | Michele Zarrillo   |
| 1981 | Quanto                                                     | Amerigo Paolo Cassella                                   | Totò Savio e Michele Zarrillo         | Michele Zarrillo   |
| 1981 | Strano                                                     | Amerigo Paolo Cassella                                   | Totò Savio e Michele Zarrillo         | Michele Zarrillo   |
| 1981 | Stop...non t'amo più                                       | Amerigo Paolo Cassella                                   | Totò Savio e Michele Zarrillo         | Michele Zarrillo   |
| 1981 | Hello Goggi                                                | Amerigo Paolo Cassella e Giorgio Calabrese               | Totò Savio                            | Loretta Goggi      |
| 1981 | Maledetta primavera                                        | Amerigo Paolo Cassella                                   | Totò Savio                            | Loretta Goggi      |
| 1981 | Il mio prossimo amore                                      | Amerigo Paolo Cassella                                   | Totò Savio                            | Loretta Goggi      |
| 1981 | Se mi sposerò                                              | Amerigo Paolo Cassella                                   | Totò Savio                            | Loretta Goggi      |
| 1981 | Penelope                                                   | Amerigo Paolo Cassella                                   | Jacqueline Schweitzer e Franco Marino | Loretta Goggi      |
| 1981 | Nun t'allargà                                              | Amerigo Paolo Cassella                                   | Totò Savio                            | Loretta Goggi      |
| 1981 | E pensare che ti amo                                       | Amerigo Paolo Cassella e Loretta Goggi                   | Totò Savio                            | Loretta Goggi      |
| 1981 | Ora settembre                                              | Amerigo Paolo Cassella                                   | Dario Baldan Bembo                    | Loretta Goggi      |
| 1981 | Sera coi fiocchi                                           | Amerigo Paolo Cassella e Riccardo Fogli                  | Maurizio Fabrizio                     | Viola Valentino    |
| 1982 | Una rosa blu                                               | Amerigo Paolo Cassella                                   | Totò Savio e Michele Zarrillo         | Michele Zarrillo   |
| 1982 | Pieno d'amore                                              | Amerigo Paolo Cassella                                   | Totò Savio                            | Loretta Goggi      |
| 1982 | E l'aeroplano va via                                       | Amerigo Paolo Cassella                                   | Totò Savio                            | Loretta Goggi      |
| 1982 | Solo un'amica                                              | Amerigo Paolo Cassella                                   | Totò Savio                            | Loretta Goggi      |
| 1982 | Solito amore                                               | Amerigo Paolo Cassella e Loretta Goggi                   | Totò Savio                            | Loretta Goggi      |
| 1982 | Oceano                                                     | Amerigo Paolo Cassella                                   | Totò Savio                            | Loretta Goggi      |
| 1982 | Arrivederci stella del nord                                | Amerigo Paolo Cassella                                   | Totò Savio                            | Loretta Goggi      |
| 1982 | Io voglio di più                                           | Amerigo Paolo Cassella                                   | Totò Savio e Michele Zarrillo         | Loretta Goggi      |
| 1983 | Una notte così                                             | Amerigo Paolo Cassella                                   | Totò Savio                            | Loretta Goggi      |
| 1983 | Segreti                                                    | Amerigo Paolo Cassella                                   | Totò Savio                            | Loretta Goggi      |
| 1983 | Voulez vous danser                                         | Cristiano Minellono e Amerigo Paolo Cassella             | Dario Farina                          | Ricchi e Poveri    |
| 1983 | Hasta la vista                                             | Cristiano Minellono e Amerigo Paolo Cassella             | Dario Farina                          | Ricchi e Poveri    |
| 1984 | Notte all'opera                                            | Amerigo Paolo Cassella                                   | Totò Savio                            | Loretta Goggi      |
| 1984 | Quanto ti amo                                              | Amerigo Paolo Cassella                                   | Dario Farina                          | Collage            |
| 1985 | Chiamalo amore                                             | Amerigo Paolo Cassella                                   | Dario Farina                          | Gigliola Cinquetti |
| 1985 | Telecomando                                                | Amerigo Paolo Cassella                                   | Dario Farina                          | Gigliola Cinquetti |
| 1985 | Cuori solitari                                             | Amerigo Paolo Cassella                                   | Giancarlo Bigazzi                     | Milva              |
| 1988 | Era bella davvero                                          | Oscar Avogadro e Amerigo Paolo Cassella                  | Dario Farina                          | Drupi              |